# 67 Асія
67 Асія — астероїд головного поясу, відкритий 17 квітня 1861 року.